# Scott Fraser
Scott Fraser, född den 25 mars 1986 i Edinburgh, brittisk orienterare som tog silver på sprintdistansen vid VM 2013,
Fraser tävlar sedan en tid i friidrott i Sverige. Härvid har han representerat Enhörna IF och senare Hälle IF.

## Personliga rekord
| Utomhus - 5 000 meter – 14:09,75 (Sollentuna 5 juli 2012) - 10 000 meter – 29:38,95 (Stockholm 24 augusti 2012) - 10 km landsväg – 29,57 (Malmö 18 april 2015) - Halvmaraton – 1:08,37 (Chicago, Illinois USA 9 september 2012) | Inomhus - 3 000 meter – 8:10,15 (Norrköping 16 februari 2013) |

### Fotnoter
1. ↑  ”Stora SM 2012, dag 1”. swedishtiming.se. Arkiverad från originalet den 7 mars 2016. https://web.archive.org/web/20160307130244/http://www.swedishtiming.se/resultat/120824.htm. Läst 16 april 2013.
2. ↑  ”Athlete profile: Scott Fraser” (på engelska). World of O Runners. 31 juli 2015. http://runners.worldofo.com/scottfraser.html. Läst 6 december 2016.
3. ↑  ”WOC 2013 Vuokatti Finland - Sprint”. Arkiverad från originalet den 14 juli 2014. https://web.archive.org/web/20140714201752/http://online.woc2013.fi/tulokset/se/2013_woc_sprint/lopputulokset/. Läst 9 juli 2013.
4. ↑  ”Scott Fraser debuterade i Hälle IF”. 4 februari 2015. http://www.halleif.nu/?p=1542. Läst 6 december 2016.
5. 1 2 3 4 5  ”Personsida på AllAthletics”. all-athletics.com. Arkiverad från originalet den 20 december 2016. https://web.archive.org/web/20161220125134/http://www.all-athletics.com/node/566472. Läst 6 december 2016.
6. 1 2 3 4  ”Personsida på European Athletics' webbplats”. european-athletics.org. http://www.european-athletics.org/athletes/group=f/athlete=137718-fraser-scott/index.html. Läst 6 december 2016.